# 4230 van den Bergh
4230 van den Bergh је астероид. Приближан пречник астероида је 37,75 ,
а средња удаљеност астероида од Сунца износи 3,948 астрономских јединица (АЈ).
Инклинација (нагиб) орбите у односу на раван еклиптике је 3,098 степени, а орбитални период износи 2866,099 дана (7,846 година). Ексцентрицитет орбите астероида износи 0,133.
Апсолутна магнитуда астероида износи 11,70 а геометријски албедо 0,025.
Астероид је откривен 19. септембра 1973. године.